# Wessel Krul (wielrenner)
Wessel Krul (28 januari 2000) is een Nederlands wegwielrenner.

## Carrière
In 2019 werd Krul tweede tijdens het Nederlands kampioenschap tijdrijden voor beloften. Vanaf 2020 rijdt hij voor de Nederlandse ploeg SEG Racing Academy, de ploeg waar hij eind 2019 al stage bij liep. Hij won de eerste etappe van de Ronde van de Isard in 2020.

## Overwinningen

### Wegwielrennen
2018
1e etappe Tour du Pays de Vaud, ploegentijdrit, junioren
 Nederlands kampioenschap op de weg, junioren
2019
 Nederlands kampioenschap tijdrijden, belofte
2020
1e etappe Ronde van de Isard

## Ploegen
- 2019 –  SEG Racing Academy (stagiair per 1-8)
- 2020 –  SEG Racing Academy
- 2022 –  Human Powered Health
- 2023 –  Human Powered Health
- 2024 –  BEAT Cycling Club

Aasvold · Bassett · Brown (tot 26/6) · Carpenter · Coté · de Kleijn · de Vos · Gibson (vanaf 6/6) · Haga · Hecht · Jensen · Joyce · King · Krul · Mannion · Murphy · Rosskopf · Swirbul · Zukowsky · Chrétien (stagiair) · Double (stagiair) · Stites (stagiair)
Aasvold · Aniołkowski · Banaszek · Bassett · Chrétien · Coté · de Vos · Double · Gibson · Greenberg · Haga · Hecht · Jensen · Joyce · Krul · Lemmen · McGill · Peák · Perry · Schönberger · Svestad-Bårdseng · Van Hoecke · Weemaes